# Nüpli järv
Nüpli järv är en sjö i Estland.   Den ligger i landskapet Valgamaa, i den södra delen av landet, 190 km sydost om huvudstaden Tallinn. Nüpli järv ligger 126 meter över havet. I omgivningarna runt Nüpli järv växer i huvudsak blandskog.